# Passaporto macedone
Il passaporto macedone (Македонскиот пасош) è un documento di identità rilasciato ai propri cittadini dalla Macedonia del Nord per i loro viaggi all'estero.
Vale come prova del possesso della cittadinanza macedone ed è necessario per richiedere assistenza e protezione presso le ambasciate macedoni nel mondo.

## Caratteristiche
Il passaporto macedone ha la copertina di colore rosso borgogna, come quelli dell'Unione europea, con al centro l'emblema della repubblica. Sopra l'emblema le scritte, in caratteri dorati, "РЕПУБЛИКА СЕВЕРНА МАКЕДОНИЈА", "REPUBLIC OF NORTH MACEDONIA" e "RÉPUBLIQUE DE MACÉDOINE DU NORD" (la traduzione del nome ufficiale dello stato in inglese e francese) mentre sotto le scritte "Пасош", "PASSPORT" e "PASSEPORT". Nel passaporto biometrico (e-passport) compare anche l'apposito simbolo, sempre dorato, 
Il libretto ha 32 pagine e i dati sensibili del titolare sono stampati sulla pagina dell informazioni e contenuti all'interno del microchip.

## Storia
Il design e il contenuto dei passaporti macedoni è cambiato nel corso degli anni.

I primi passaporti sono stati rilasciati nel 1991 dopo che la Repubblica di Macedonia dichiarò la sua indipendenza dalla Jugoslavia. I primi passaporti erano di colore blu con le iscrizioni in argento ed erano senza stemma. La seconda generazione aveva le iscrizioni sulla copertina in caratteri dorati mentre nella terza generazione venne aggiunto l'emblema nazionale. Le prime tre generazioni avevano solo la scritta in cirillico " Република Мaкедонија " e la sua traduzione in inglese.

Nell'ultima, la quarta, il passaporto ha cambiato il suo colore in rosso borgogna, ed è stato aggiunta la traduzione in francese. Inoltre è un passaporto biometrico contenente un RFID.
I passaporti non-biometrici rimarranno comunque validi fino alla data preventivata di scadenza.